# نيو لاون
نيو لاون (بالإنجليزية: The New Lawn)‏ هو ملعب كرة قدم في غلوسترشير بإنجلترا. فُتح عام 2006 ، يتسع الملعب إلى 5,147 متفرج.